# Gaetano Pugnani

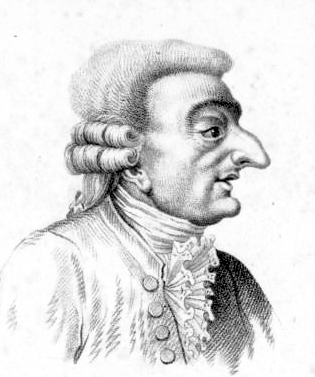
Karykatura Riedla

Gaetano Pugnani, właśc. Giulio Gaetano Gerolamo Pugnani (ur. 27 listopada 1731 w Turynie, zm. 15 lipca 1798 tamże) – włoski kompozytor i skrzypek przełomu baroku i klasycyzmu.

## Życiorys
Pugnani uczył się gry na skrzypcach u Giovanniego Battisty Somisa i Giuseppe Tartiniego. W roku 1752 został koncertmistrzem kapeli królewskiej w Turynie. W 1754 wykonał swój koncert skrzypcowy w ramach Concert Spirituel w Paryżu i odbył pierwsze tournée koncertowe do Holandii, Anglii i Niemiec. Paryż odwiedził jeszcze ponownie w latach 1772 i 1773. Dyrygował w Londynie w latach 1767–1769 orkiestrą King’s Theatre. Występował w wielu miastach Europy, m.in. w Paryżu i Londynie, uznawany za jednego z najlepszych wirtuozów skrzypiec swoich czasów.
W roku 1770 powrócił do Turynu jako kapelmistrz opery dworskiej. Zajął się także pracą pedagogiczną. Do jego uczniów należał Giovanni Battista Viotti (1755-1824), który w drukowanych kompozycjach zaznaczał, że jest „uczniem słynnego Pugnaniego”. Objąwszy w roku 1776 stanowisko dyrygenta kapeli królewskiej w Turynie, zajął się również kompozycją, co nie przyćmiło jednak jego sławy jako wirtuoza skrzypiec. Wraz ze swoim uczniem Viottim odbył w latach 1780-1782 tournée koncertowe przez Szwajcarię, Drezno, Warszawę i Petersburg. W Petersburgu pozostał dłużej i tam rozstał się z Viottim. Pugnani był znany ze znakomitej techniki i mocnego brzmienia („arco magno”).
Skrzypek i kompozytor austriacki Fritz Kreisler (1875-1962) skomponował Preludium, Allegro i Tempo di Minuetto w stylu Gaetano Pugnaniego. Początkowo utwór uchodził za oryginalne dzieło Pugnaniego, dopiero w roku 1935 Fritz Kreisler przyznał się do jego autorstwa.

## Dzieła
- 6 sonat op. 3 na skrzypce i basso continuo (Pierwodruk Paryż 1760)
- 6 sonat op. 7 na skrzypce i basso continuo (Pierwodruk London 1770)
- 6 sonat op. 8 na skrzypce i basso continuo (Pierwodruk Amsterdam 1774)
- 6 sonat a tre op. 1 (Pierwodruk Paryż 1754)
- 6 sonat a tre op. 2 (Pierwodruk Londyn 1765)
- 6 duetów op. 4 (Pierwodruk Londyn 1770)
- 7 symfonii
- 9 koncertów skrzypcowych
- suita orkiestrowa Werthera wg Goethego
- opery i balety
- koncert skrzypcowy D-dur w odpisie J.J. Rousseau (nieznany i niepublikowany) w Zbiorach Specjalnych Biblioteki Naukowej PAU i PAN w Krakowie[1]